# Amèrica precolombina

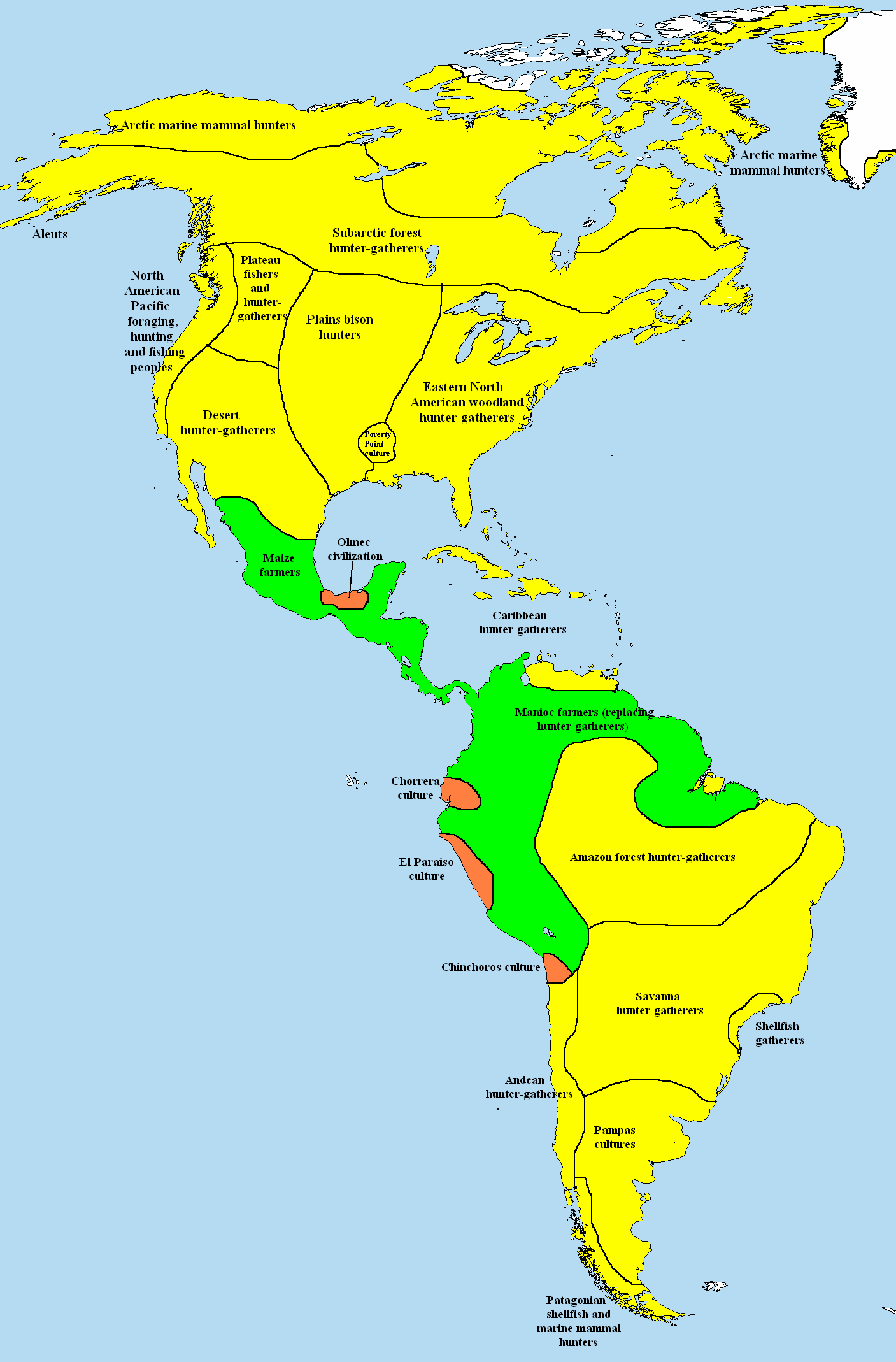
Mapa d'Amèrica representant l'extensió de diversos pobles presents cap al segle XI aC

L'Amèrica precolombina conforma un període historiogràfic que incorpora totes les subdivisions del període de la història i la prehistòria a les Amèriques abans de l'aparició d'importants influències europees al continent americà, que abasta l'època de la colònia original al Paleolític superior a la colonització europea durant l'edat moderna.
Encara que la frase "època precolombina" literalment es refereix només al temps anterior als viatges de Cristòfor Colom el 1492, a la pràctica la frase en general s'utilitza per referir-se a tota la història d'Amèrica i les cultures indígenes fins que aquestes cultures van ser conquistades o influenciades de forma significativa pels europeus, fins i tot si l'incident passa després de dècades o segles del primer viatge de Colom (p. ex.: Algunes tribus en racons recòndits de l'Amazones). Per això, els termes alternatius Amèrica precolonial o Amèrica prehistòrica també estan en ús. A les zones d'hispanoamèrica el terme generalment utilitzat és prehispànic.
Moltes civilitzacions precolombines establiren senyes d'identitat que incloïen assentaments permanents, ciutats, agricultura, l'arquitectura monumental i civil, moviments de terra importants i complexes jerarquies socials. Algunes d'aquestes civilitzacions s'havia esvaït molt temps en l'època de les primeres arribades permanents europeus (finals del segle xv / principis del segle xvi), i només es coneixen a través de les investigacions arqueològiques. Altres van ser contemporanis amb el període colonial, i van ser descrits en els relats històrics de l'època. Uns pocs, com els maies, tenien els seus propis registres escrits. Perquè la majoria dels europeus cristians de l'època perceberen aquests textos com herètics, van destruir molts textos en pires. Només uns pocs documents ocults han sobreviscut.
Si persisteixen, les societats i les cultures que descendeixen d'aquestes civilitzacions poden ara ser substancialment diferent en la forma de les anteriors. Molts d'aquests pobles i els seus descendents mantenen diverses tradicions i pràctiques que es refereixen als temps primigenis, així com la seva combinació amb les importades pels colonitzadors europeus (sincretisme).
Algunes civilitzacions precolombines semblen haver construït grans centres urbans, haver desenvolupat l'agricultura així com diverses jerarquies socials complexes. Moltes d'aquestes civilitzacions ja havien decaigut o desaparegut per al segle xvi, data en què es produirien els primers assentaments europeus permanents, i només coneixem llurs històries per mitjà de les investigacions arqueològiques i les tradicions orals dels pobles veïns sobrevivents. D'altres, es van desenvolupar de manera contemporània a l'arribada dels europeus, i per tant, tenim prou documents històrics dels pobladors i dels colonitzadors i conqueridors. Els pobles que han sobreviscut, les cultures i les societats dels quals descendeixen directament d'aquestes civilitzacions, han estat substancialment influenciats per les cultures i religions europees, encara que conserven algunes tradicions i pràctiques, així com llurs llengües.

## Etapes històriques
La divisió cronològica de la prehistòria i història europea, que inclou termes com ara Paleolític, edat mitjana i similars, no és aplicable a la història dels territoris americans precolombins i només posteriorment es poden assimilar les etapes de la història universal.
Les primeres classificacions autòctones distingien entre cinc fases (que posteriorment s'han desglossat segons territoris):
- Etapa lítica: fa uns 10000 anys es van començar a desenvolupar les primeres cultures pròpies americanes, fruit de les emigracions des de l'Àsia, com ara la cultura Clovis.
- Etapa arcaica: inclou les primeres societats totalment sedentàries, començant el 8000 aC.
- Etapa formativa: on neixen les primeres poblacions d'importància, com les ciutats de la civilització olmeca; el període se situa entre el 1000 aC i l'any 500 dC aproximadament.
- Etapa clàssica: en aquesta era es desenvolupen les grans civilitzacions al continent, com els maies, d'ençà el segle vi fins al XII aproximadament.
- Etapa postclàssica: inclou els pobles que es desenvoluparen al continent en temps medievals i que van ser, majoritàriament, els que es trobaren els exploradors europeus. Es data a partir de l'any 1200 en endavant.

## Migració al continent
La data de l'arribada dels primers pobles al continent americà és un tema molt controvertit. L'arqueologia recent suggereix que va haver-hi múltiples onades de migració que van començar el 40.000 aC La majoria de les teories accepten que els pobles inuits van arribar-hi de manera separada, i molt temps després, probablement al voltant del segle vi, des de la Sibèria al Canadà.
La teoria més acceptada diu que el continent nord-americà va rebre els seus primer pobladors d'onades d'immigrants de l'Àsia que van creuar l'Estret de Bering congelat. Encara que la data del començament de les onades de migració no s'ha fixat (i varia des del 40.000 aC al 13.500 aC) es creu que van arribar al Cap d'Hornos, el punt més austral de l'Amèrica del Sud al voltant del 10.000.aC

## Desenvolupament de les civilitzacions d'Amèrica del Nord

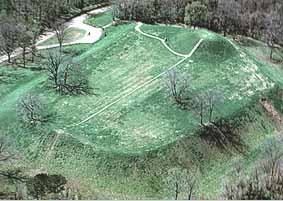
Monticle de la cultura del Mississipi

La majoria dels pobles nadius nord-americans eren tribus de nòmada-caçadors, encara que d'altres havien desenvolupat civilitzacions basades en l'agricultura. No obstant això, aquestes civilitzacions no van ser tan avançades tecnològicament ni políticament com les civilitzacions mesoamericanes de més al sud. La majoria d'aquestes tribus van formar poderoses confederacions per lluitar contra la colonització europea.
La cultura del Mississipi va dominar l'àrea del riu homònim durant la història precolombina. Una de les característiques distintives d'aquesta cultura va ser la construcció de grans monticles de terra de forma piramidal. Van cultivar el blat de moro i van participar d'una xarxa de comerç extensa; també van desenvolupar una societat estratificada complexa. El poble del Mississipi s'hi va establir al voltant del 1000 dC. No obstant, ja havia decaigut durant l'arribada dels primers europeus.
L'assentament més gran d'aquest poble, Cahokia, localitzat prop de la ciutat actual d'East St. Louis, Illinois, va tenir una població superior als 20.000 habitants. Durant aquest període de clímax, entre els segles xii i xiii, Cahokia va ser la ciutat més poblada de Nord-amèrica (llevat de la regió cultural mesoamericana). El monticle de Monk, el centre cerimonial més gran de Cahokia, és la construcció de terra més gran del món prehistòric.

## Mesoamèrica

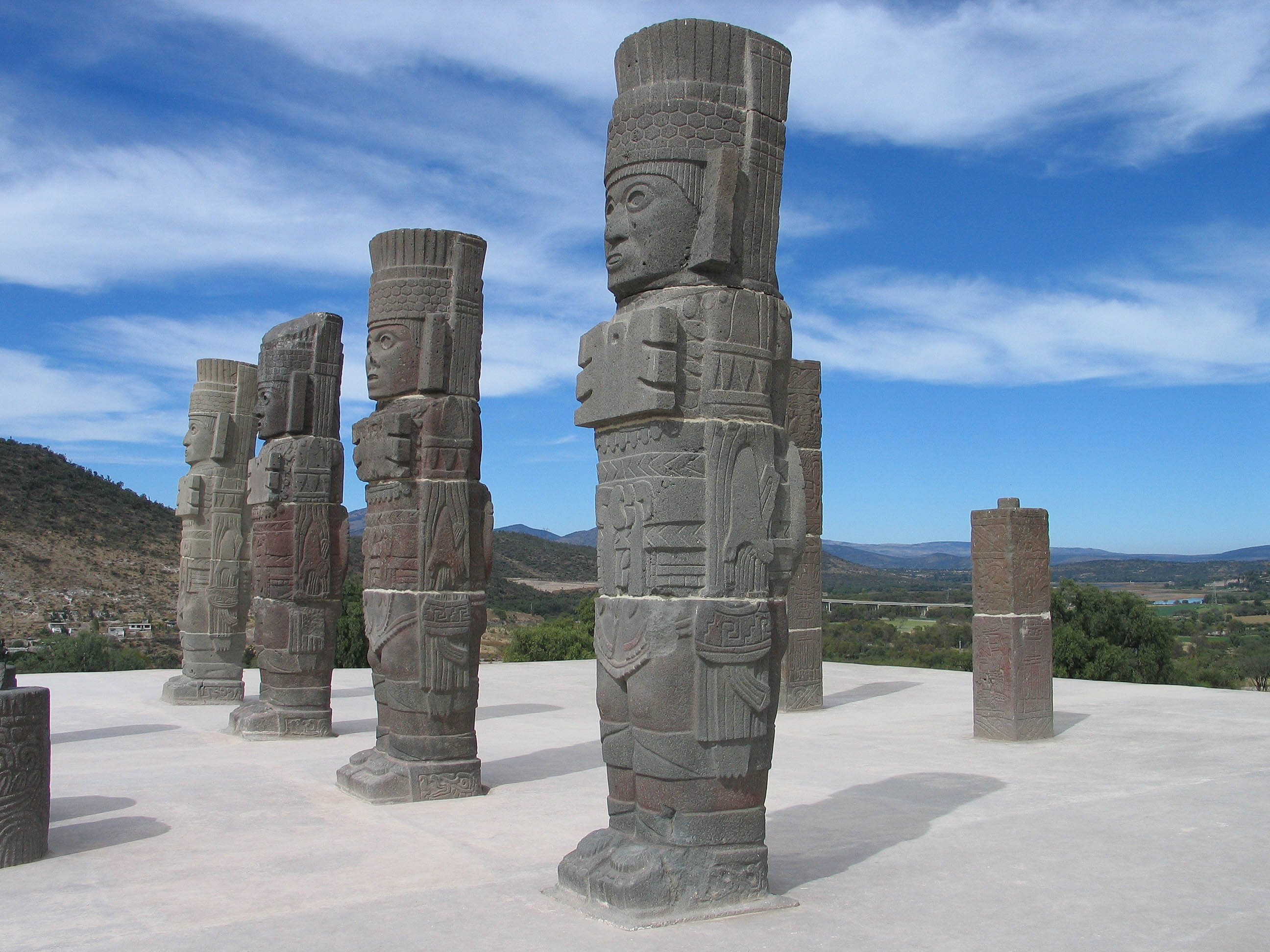
Guerrers tolteques a Tula, Hidalgo

Mesoamèrica va ser la regió que s'estenia des del centre de Mèxic (des del Tròpic de Càncer) cap a la frontera nord-oest de Costa Rica. A aquesta regió es van desenvolupar civilitzacions agràries complexes i avançades per 3.000 anys abans de l'arribada dels primers europeus. A més, Mesoamèrica va ser també una àrea sociocultural i ambiental ocupada per nombrosos pobles antics que compartien (i desenvolupaven) algunes creences religioses, l'art, l'arquitectura i llurs avanços tecnològics. L'aliment més important d'aquests pobles seria el blat de moro; de fet, aquest cultiu seria venerat i incorporat a llur teologia. No obstant això, aquesta regió no era pas hegemònica: era una regió multicultural, multiètnica i multilingüe, i cada poble conservaria una cultura amb característiques úniques en la seva cosmovisió i organització social. Fins i tot, avui dia a Mèxic els pobles amerindis parlen 62 llengües diferents (i diversos dialectes d'aquestes) que han sobreviscut amb el pas del temps.
Entre el 1800 i el 300 aC es van conformar cultures complexes a Mesoamèrica. Algunes van madurar fins a convertir-se en les conegudes civilitzacions olmeca, teotihuacana, maia, zapoteca, mixteca, huaxteca, purèpetxa, tolteca i finalment mexica (asteca). Aquestes civilitzacions ameríndies van tenir coneixements molt avançats d'arquitectura, matemàtica, astronomia, medicina, escriptura (jeroglífica), art, enginyeria, i teologia entre d'altres. El seu sistema numèric, un dels més avançats del món, era vigesimal. Algunes ciutats mesoamericanes, com ara Teotihuacan, Tenochtitlan i Cholula serien les més grans del món durant la seva època de major expansió amb poblacions superiors als 150.000 habitants. Eren centres de comerç, idees, cerimònies i teologies que estenien la seva influència als pobles veïns.
Encara que diverses ciutats estats, regnes i imperis van competir els uns contra els altres per obtenir poder i prestigi, els historiadors consideren que a Mesoamèrica es van desenvolupar cinc grans civilitzacions: la civilització olmeca, la civilització teotihuacana, la civilització tolteca, la civilització mexica o asteca, i la civilització maia. Aquestes (llevat de la civilització maia, que era políticament fragmentada) estendrien llur influència i poder per tot Mèxic i Centreamèrica. Altres poders regionals van realitzar aliances amb aquestes quatre civilitzacions durant els 4.000 anys de llur desenvolupament o van declarar-los la guerra. No obstant això, estaven sota llur esfera d'influència.

### Períodes de la història mesoamericana
La historiografia mexicana divideix la història de Mesoamèrica en tres grans períodes:
- El Període Formatiu o preclàssic, des del 1800 aC al 200 dC, període en què els pobles nòmades-caçadors van formar assentaments permanents permetent el desenvolupament de l'agricultura fins a l'aparició de la primera gran civilització: l'olmeca.
- El Període Clàssic, del 200 dC al 800, període en què es van desenvolupar les primeres i complexes civilitzacions: la teotihuacana, la zapoteca i la maia clàssica. L'organització de la majoria dels pobles era similar a les ciutats estats gregues.
- El Període postclàssic del 800 fins a l'arribada dels espanyols, període que començaria amb la caiguda de les civilitzacions del període clàssic per causa de la invasió de tribus nòmades de l'Aridoamèrica, regió de Nord-amèrica. No obstant això, les onades d'immigració, principalment de les tribus nahues van propiciar el desenvolupament d'una nova cultura, la cultura tolteca, i finalment l'establiment d'un vast i complex imperi: l'Imperi Asteca que dominaria tota Mesoamèrica.

Alguns historiadors intercalen un període, el "període clàssic terminal" entre el clàssic i postclàssic per referir-se a l'establiment de Tula com a centre d'influència regional, i el naixement de la civilització tolteca. La civilització maia va decaure des del clàssic, però, algunes ciutats no serien abandonades, i llur cultura i influència va sobreviure fins a l'arribada dels espanyols, encara que estaven sota el control polític de l'Imperi Asteca.

### Llista de civilitzacions mesoamericanes
Per saber més de les civilitzacions mesoamericanes vegeu els següents articles:
- Civilització olmeca
- Civilització teotihuacana
- Civilització maia
- Civilització asteca
- Civilització tolteca
- Civilització zapoteca

## Civilitzacions sud-americanes

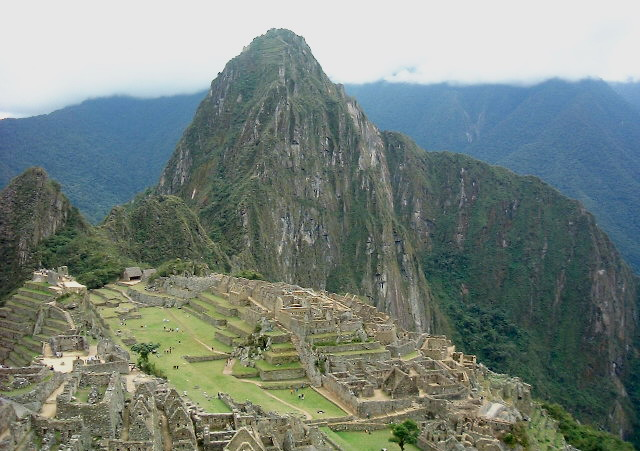
Machu Pichu, la ciutat perduda dels inques

Les civilitzacions sud-americanes es van començar desenvolupar des del 3000 aC. La primera civilització de la qual es té coneixement és la civilització de Norte Chico de la regió del Perú. Malgrat el descobriment d'algunes construccions piramidals, els historiadors encara dubten de l'establiment de grans centres urbans d'aquesta civilització.
Entre el 900 aC i el 300 aC es va desenvolupar la cultura chavín, també a la regió del Perú. Aquesta seria una civilització molt avançada que desenvoluparia l'agricultura, l'art i la metal·lúrgia. Després del decaïment d'aquesta cultura, va sorgir la cultura mochica.
El segle iii de la nostra era es va desenvolupar la cultura dels txibtxes (també coneguts com a muisques) de la regió nord dels Andes. Durant el seu període de major expansió la seva cultura abastava els territoris del Panamà i Colòmbia. Van ser un dels pobles més nombrosos d'Amèrica del Sud.
L'última i més gran civilització a formar-se a Sud-amèrica seria la civilització inca, que dominaria els Andes de 1438 a 1533. Coneguda com la Tawantin suyu o la "Terra de les quatre regions" en quítxua, la civilització inca era molt desenvolupada i complexa. Van dominar a gairebé 100 altres comunitats etnolingüístiques, uns 9-14 milions de persones connectades per un sistema de carreteres de 25.000 km de llargària. Es van construir ciutats amb materials de pedra sobre les muntanyes. Van tenir grans coneixements d'astronomia, matemàtica i medicina, i segons alguns historiadors, van realitzar algunes cirurgies.

## Imperis precolombins

### Imperi Maia

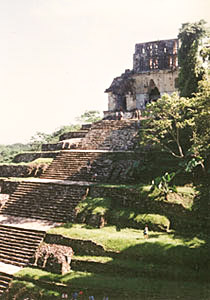
Temple de les Inscripcions a la zona arqueològica de Palenque, Mèxic

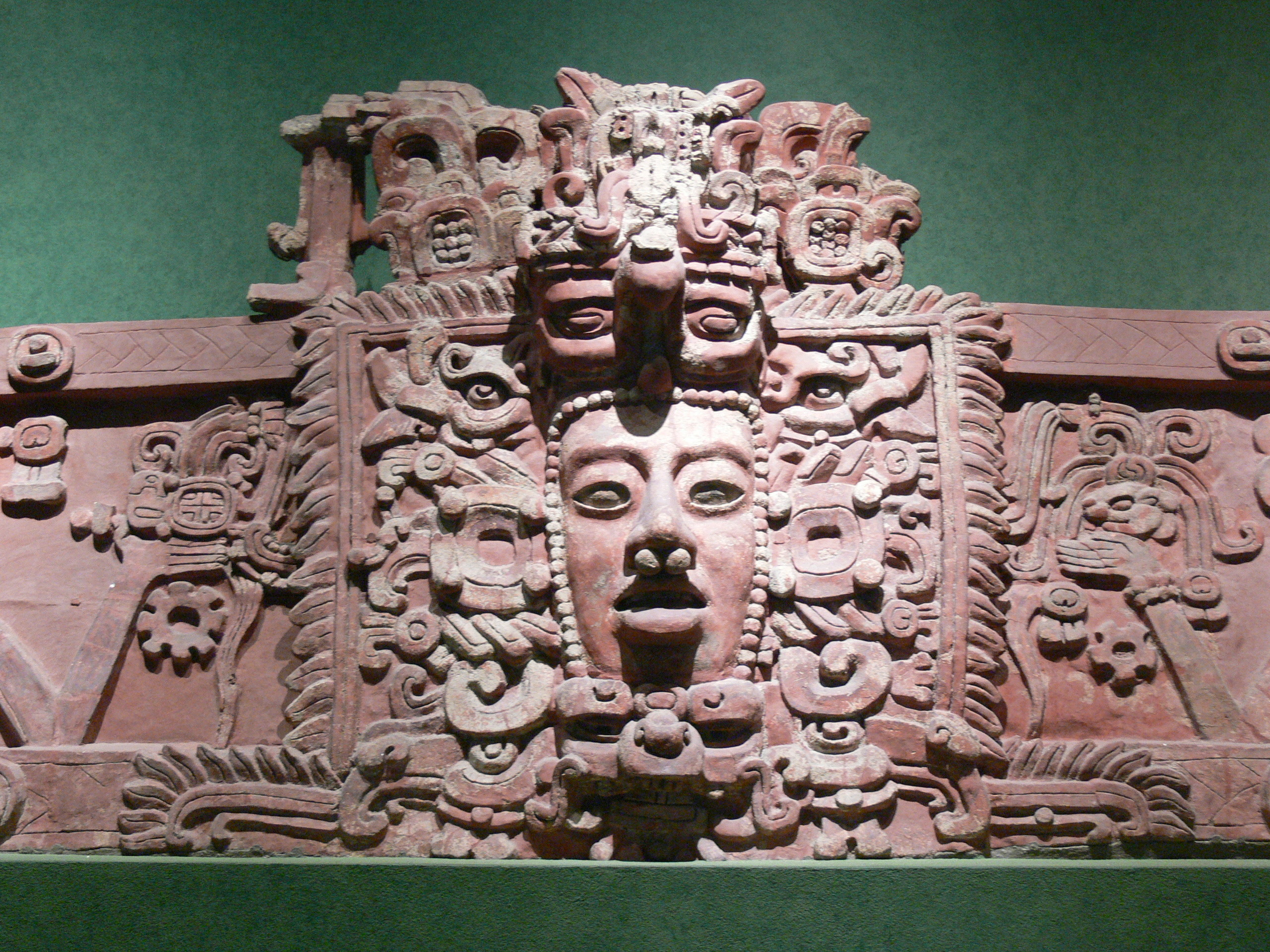
Màscara maia corresponent al període postclàssic, trobada a Placeres, Campeche i exposada al Museu Nacional d'Antropologia i Història de Mèxic.

Els maies eren un poble que va viure principalment al sud del que avui és Mèxic i a l'Amèrica Central, establint una de les cultures mesoamericanes més importants abans de l'arribada dels espanyols. Contrari a la creença popular, els maies no han desaparegut, sinó que milers de descendents viuen encara a aquestes àrees i parlen diferents dialectes de la llengua maia. La civilització maia es va desenvolupar en els territoris actuals de Guatemala, Belize, Hondures, el Salvador i en cinc estats del sud-est de Mèxic: Campeche, Chiapas, Quintana Roo, Tabasco i Yucatán, amb una història d'uns tres mil·lennis. Durant aquest llarg temps, en aquest territori es van parlar centenars de dialectes que generen avui prop de 44 llengües maies diferents. Parlar dels "antics maies" és referir-se a la història d'una de les cultures mesoamericanes precolombines més importants, ja que el seu llegat científic i astronòmic és mundial. La literatura maia il·lustra la vida d'aquesta cultura. Obres com el Rabinal Achí, el Popol Vuh, els diversos llibres del Chilam Balam, en són mostra. El que sí que va ser destruït amb la conquesta és el model de civilització que fins a l'arribada dels primers espanyols, havia generat tres mil·lennis d'història. La conquesta espanyola dels pobles maies no es va consumar fins al 1697, amb la presa de Tayasal, capital dels maies Itzá, i Zacpetén, capital dels maies Ko'woj, a El Petén (actual Guatemala). L'últim estat maia va desaparèixer quan el govern mexicà de Porfirio Díaz va ocupar el 1901 la seva capital, Chan Santa Cruz, donant així fi a l'anomenada Guerra de Castes. Els maies van fer grans i impressionants construccions des del Preclàssic mitjà i grans ciutats com Nakbé, El Mirador, San Bartolo, Cival, localitzades a la Conca del Mirador, al nord del Petén, i durant el Clàssic, les conegudes ciutats de Tikal, Quiriguá (ambdues les primeres a ser declarades Patrimoni de la Humanitat per la UNESCO, el 1979 i 1981 respectivament), Palenque, Copán, Río Azul, Calakmul, Comalcalco (construïda de maó cuit), així com Ceibal, Cancuén, Machaquilá, Dos Pilas, Uaxactún, Altún Ha, Piedras Negras i molts altres llocs en l'àrea. Es pot classificar com un imperi, però no se sap si al moment de la colonització van imposar la seva cultura o si va ser fruit de la seva organització en ciutats estat independents, la base era l'agricultura i el comerç. Els monuments més notables són les piràmides que van construir en els seus centres religiosos, al costat dels palaus dels seus governants (llocs de govern i residència dels nobles), sent el major trobat fins ara el de Cancuén, al sud del Petén, moltes de les estructures estaven decorades amb pintures murals i adorns d'estuc. Altres restes arqueològiques importants inclouen les lloses de pedra tallada usualment anomenades esteles (els maies en deien tetun, 'tres pedres'), que mostren efígies dels governants al costat de textos logogràfics que descriuen les seves genealogies, entronitzacions, victòries militars, i altres èxits. La ceràmica maia està catalogada com una de les més variades, fines i elaborades del món antic. Els maies participaven en el comerç a llarga distància a Mesoamèrica, i possiblement més enllà. Entre els béns de comerç hi havia el jade, el cacau, el blat de moro, la sal i l'obsidiana.

### Imperi Asteca

Extensió efectiva de l'Imperi asteca

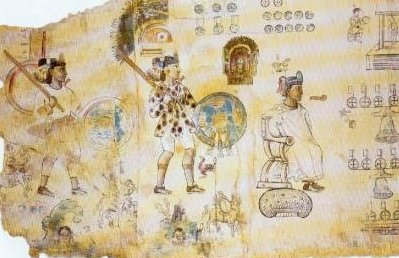
Còdex asteca

Els asteques o mexiques van constituir un poble de la cultura nahua a la zona de Mesoamèrica que va existir des del segle xii al segle xvi. Van bastir un gran imperi la capital del qual va ser Tenochtitlan, sobre una illa del llac de Texcoco, on avui es troba la ciutat de Mèxic. Els asteques van parlar la llengua nàhuatl, que va ser la lingua franca de tota la regió.
L'Imperi asteca difereix dels imperis europeus de la història. Com els imperis europeus, va ser ètnicament divers; tanmateix, l'Imperi asteca es va basar principalment en un sistema tributari, i no pas en un sistema de govern. Encara que les ciutats sota el control asteca van realitzar enormes pagaments de tributs, l'arqueologia ha demostrat que el benestar social dels pobles va millorar després de ser conquerits. Això va ser causa de l'increment del comerç i de les millores en els camins i les comunicacions amb altres pobles.
La major part de l'Imperi asteca va ser format per un home, Tlacaelel (que en nàhuatl significa "cor baronívol") que va viure de 1397 a 1487. Encara que se li va oferir l'oportunitat de ser un tlatoani, va preferir romandre darrere del tron. Era nebot del Tlatoani Itzcóatl i germà de Tximalpopoca i de Motecuhzoma Ilhuicamina, i tenia el títol de "Cihuacóatl" (en honor de la deessa, i el significant del qual és gairebé equivalent a "conseller"), però, com va ser registrat al Còdex Ramírez, "el que Tlacaelel ordenava, ràpidament es feia". Ell va formar una nova estructura pel govern asteca, va ordenar la crema de tots els llibres asteques (la seva explicació era que els llibres estaven plens de mentides) i va reescriure la seva història. A més, va reformar la religió asteca, posant al déu tribal Huitzilopochtli al mateix nivell que els antics deus asteques: Tláloc, Tezcatlipoca i Quetzalcóatl. Tlacaelel, per tant, va crear una noció d'identitat de la història dels asteques. També va crear la institució de les guerres florals, una guerra ritual que permetia l'entrenament dels guerrers i alhora creava la necessitat de proveir sacrificis humans constants per mantenir el moviment del sol. Alguns escriptors creuen que les classes altes eren conscients de l'engany de les guerres florals; però, serien els efectes d'aquesta institució mateixa els que contribuirien a la caiguda de l'imperi: els tlaxcalteques no van ser conquerits pels asteques, amb la intenció que participessin com a enemics en les guerres florals. Hernán Cortés se'n va aprofitar, fent dels tlaxcalteques els seus aliats, els quals proveirien milers de persones per donar suport als pocs espanyols. A més, l'estratègia asteca de la guerra estava basada en la captura dels presoners per guerrers individuals, i no en el treball en equip per matar l'enemic en la batalla.

#### Sacrificis humans

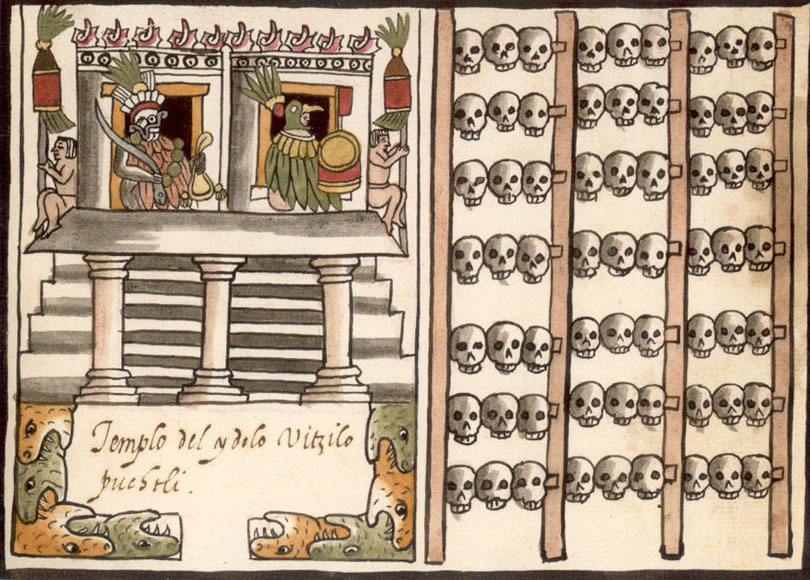
Representació del Temple Major i dels sacrificis de la seva dedicació.

Els sacrificis humans es realitzaven a Mesoamèrica i Sud-amèrica segles abans de l'establiment de l'Imperi asteca. Hi ha registres que indiquen que eren comuns per la civilització olmeca, la civilització maia i la civilització inca. Tanmateix, els asteques van ser els primers a realitzar-los contínuament i a gran escala. Segons els registres asteques, en la dedicació del Temple Major, es van sacrificar 84.400 persones. La majoria dels historiadors creuen que aquesta és una xifra molt exagerada; això no obstant, mostra la característica única del sacrifici massiu de les festivitats asteques.
Els asteques van establir les "guerres florals" per tal de capturar presoners pels sacrificis, anomenats nextlaualli, "deute als déus", perquè el sol sobrevisqués un cicle de 52 anys en què estava dividit el calendari asteca. Cada 52 anys es realitzava una cerimònia especial, la "cerimònia del nou foc". Tots els focs s'apagaven i durant la nit es realitzava un sacrifici, i esperaven l'alba. Si el sol sortia, això volia dir que els sacrificis del cicle de 52 anys havien estat prou, i començava un nou cicle de 52 anys, i la fi del món havia estat posposada. Aquesta cerimònia era antiga, però els asteques pensaven que el sacrifici constant d'humans era necessari per posposar la fi del món. Irònicament, els espanyols van arribar a la fi d'un d'aquests cicles, l'any ce acatl.

### Imperi Inca

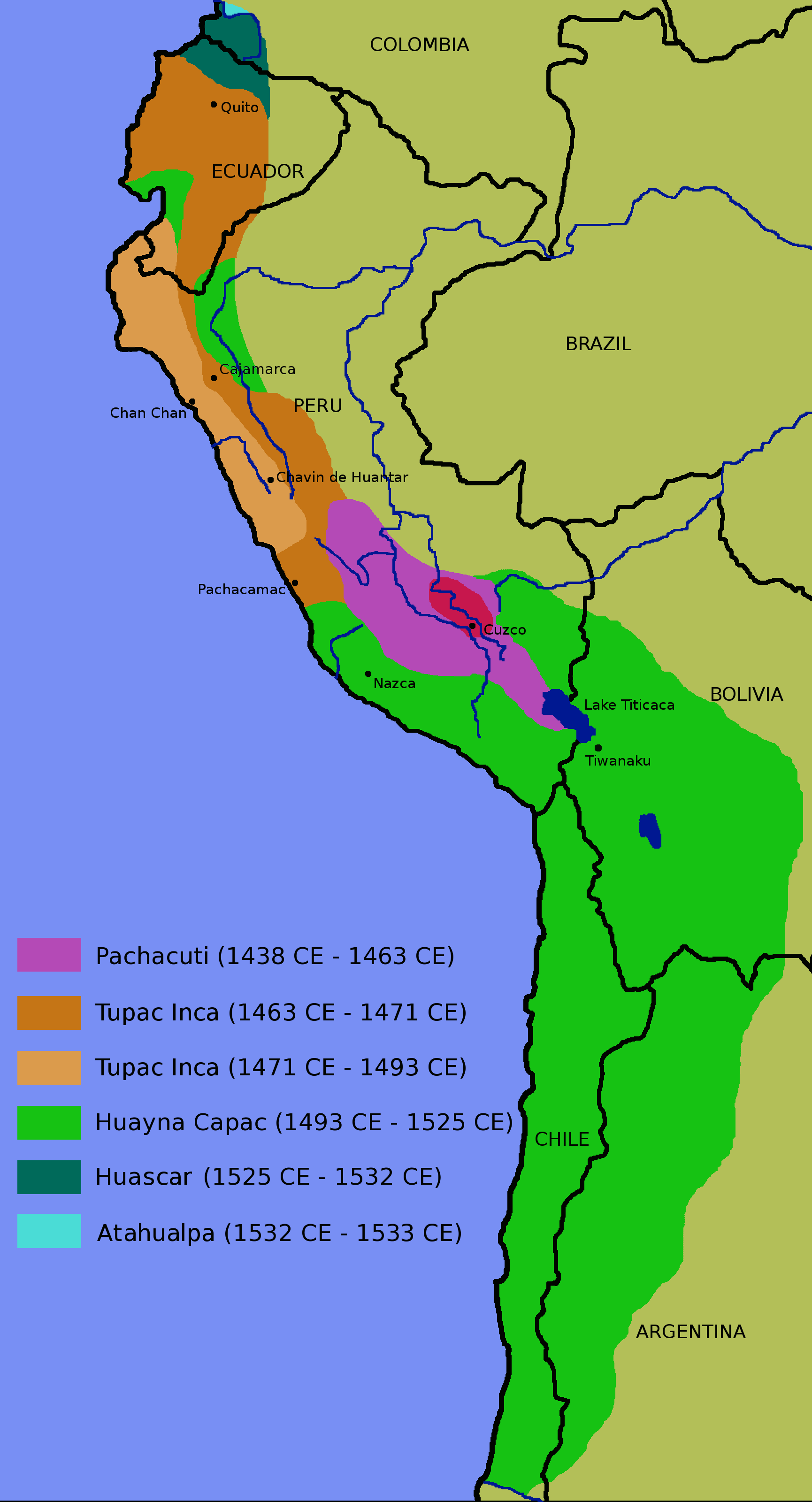
Expansió de l'Imperi Inca

Els inques foren els dirigents de l'entitat política i administrativa més gran del continent americà. A finals del segle xiv, l'imperi va començar a expandir-se de la seva regió inicial, situada en la regió de Cusco, fins a la regió meridional de les muntanyes Andines d'Amèrica del Sud. Aquesta va acabar amb la invasió espanyola dirigida per Francisco Pizarro l'any 1532.
Al moment de la seva rendició, l'imperi controlava una població de 12 milions de persones aproximadament, el qual representaria avui Perú, Equador i també una gran part de Xile, Bolívia i Argentina.
Els inques anomenaven el seu territori Tawantinsuyu, que en quítxua, la llengua dels inques, significa "les quatre parts". Es tracta d'un territori que abraça diverses menes de terrenys i climes molt marcats. La paraula inca designa el mateix dirigent i alhora el poble de la vall de Cusco, la capital de l'imperi. Algunes vegades és utilitzada per designar a tots els pobles inclosos en el Tawantinsuyu, però aquest ús no és correcte. La majoria de les desenes dels pobles petits van mantenir la seva identitat tot i estar lligats políticament i econòmicament als inques. El quítxua va ser l'idioma oficial i parlat en la majoria de les comunitats fins a l'arribada dels espanyols, però almenys vint dialectes locals van subsistir en diferents parts de l'imperi.

## Economia
L'economia de les cultures més complexes socialment es basava en el cultiu de caraotas o porotos en algunes zones, i carabassa o auyama a Mesoamèrica; mentre que a l'àrea andina es destacaven també el blat de moro, els frijoles i les carabasses així com tubercles com la papa, i el gall dindis en el cas d'Amèrica del Nord (Mèxic). A Amèrica del Sud, i més precisament a l'àrea Central Andina (cultura Inca), van destacar el cuy (coneguts com a conillets d'Índies), les llames, una varietat de camèlids de la regió andina que conformaven una altra espècie animal domesticada per a transportar càrrega (poden carregar a prop de 40 quilos en els Andes, on les necessitats de transport de càrrega eren molt grans). L'alpaca es va domesticar per a l'obtenció de la seva abundant llana i carn, la qual sempre va ser molt benvolguda. En canvi, la vicunya i el guanac eren espècies semblants a les llames, encara que més petites, però que no es van arribar a domesticar i eren caçades per a l'obtenció de carn, llana i pells. Totes aquestes espècies de camèlids eren més aviat escasses i ho romanen, la qual cosa és una espècie de paradoxa, puix que totes les espècies de camèlids existents al món procedeixen del continent americà i van travessar l'Estret de Bering fa gairebé 40 milions d'anys, en direcció inversa a la de la migració molt més recent.

### Tecnologia i contactes a llarga distància
L'absència d'animals de càrrega, l'absència de rius navegables d'importància així com la configuració predominantment nord-sud del continent americà van dificultar la integració d'àmplies àrees del continent en estats extensos i va limitar els contactes entre les diferents cultures.
A Euràsia algunes de les principals cultures agrícoles (Mesopotàmia, Antic Egipte i Xina) van sorgir a les conques de grans rius, i els primers estats importants van estar lligats a la construcció cooperativa a gran escala de grans obres hidràuliques. Això contrasta amb el desenvolupament agrícola i dels primers estats a Amèrica, que en general no van estar lligats a les grans conques fluvials.
D'altra banda, l'arribada de l'home a Amèrica va provocar extincions massives d'animals de talla gran i mitjana a causa de la caça excessiva. Això dificultaria la domesticació d'animals que poguessin ajudar en l'agricultura i el transport de llargues distàncies en èpoques posteriors. A la regió andina es va domesticar la llama, però de cap manera se'n va poder fer un ús similar al que es va fer a Euràsia del ruc o del cavall.
Finalment, Euràsia és un continent la dimensió principal del qual va d'est a oest, i això permetia que els desenvolupaments tecnològics en una certa latitud generalment es difonguessin a grans distàncies sobre la mateixa latitud, en existir climes similars. En canvi, a Amèrica el clima varia de manera important en estendre's de nord a sud, per la qual cosa les adaptacions particulars de pobles en certes latituds podien no ser útils per als pobles d'una altra latitud diferent.